# Chiesa del Monte dei Morti
La chiesa del Monte dei Morti (detta anche Chiesa dei Morticelli) si trova a Salerno e sorge nel centro storico, in largo Plebiscito.

## Introduzione
A Salerno sono quattro le chiese che presentano i tipici elementi delle costruzioni sacre rinascimentali: la chiesa di San Salvatore de Fondaco, sita lungo via Mercanti, quella di Sant'Anna al Porto, nei pressi del teatro Giuseppe Verdi, la cappella di San Filippo Neri, presso l'ex convento dei Cappuccini, a ridosso delle antiche mura orientali della città e la chiesa del Monte dei Morti al largo Plebiscito nei pressi dell'antica Porta Rotese. 
Tutte a pianta ottagonale, hanno subito successivi rifacimenti soprattutto in epoca barocca che, però, non hanno modificato l'originale invaso interno. 
La stessa matrice ottagona aveva indotto l'architetto salernitano Alfonso Gambardella, ad ipotizzare per S. Salvatore, S. Anna ed il Monte dei Morti progetti redatti dal medesimo architetto, il quale avrebbe utilizzato la chiesa del Monte dei Morti come modello. 
La tesi, non confermata dalle fonti, troverebbe riscontro nella cronologia di edificazione degli istituti sacri, in quanto la chiesa del Monte dei Morti fu costruita nel 1530, quella di S. Anna alla fine del XVI secolo e quella di S. Salvatore acquisì la forma ottagonale tra il 1582 ed il 1584.

## Storia

### Le prime tracce
La chiesa nella quale, nel 1615, fu istituito il Monte dei Morti, era in origine dedicata ai S.S. Martiri Sebastiano, Cosma e Damiano. Le notizie più antiche riguardanti una chiesa dedicata a S. Sebastiano, ed ubicata nei pressi di porta Rotese, risalgono al 994, contenute in un documento del "Codice Diplomatico Cavese". Nel documento si discute l'appartenenza delle acque provenienti dai fiumi Faustino e Palombara, contese tra gli abati dei monasteri di S. Lorenzo e S. Massimo. Il brano cita: “… de aqua de ribus qui dicitur Faustini, et de alia aqua qui in unum discursit per canalem qui positus est a super Verolasi super carvonarium qui est bia antiqua propinquo ipso ribus Faustini et aqua ab ipso canale discurrentes, unde ex antiquitus consuetudo fuit pervenienem ad rebus predecti monasterii, in quo ecclesia Sancti Sebastiani constructa est non longibus ab ipso mons Belorasi…”.

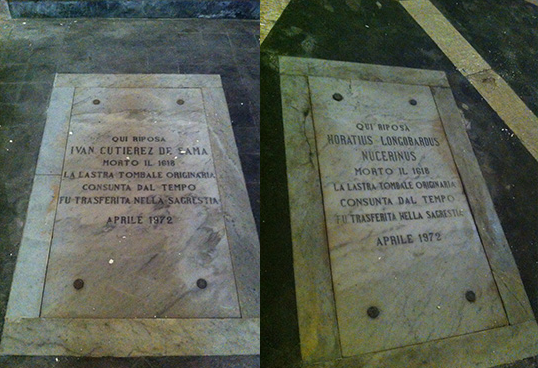
Le lapidi dedicate ai due fondatori del Monte dei Morti

La stessa ecclesia viene nominata in un altro documento datato 1005 appartenente al Codice Diplomatico Cavese: “…et quanta aqua discurrerit per ipsum canalem, quam pars nostri monasterii hibidem posuerit, et per ipsum canalem monasterii Sancti Laurentii, tota discurrant per aquario, unde consuetudo fuit, usque in ipsa curte monasterii Sancti Laurentii, ubi ecclesiam Sancti Sebastiani dedicata est;…”. Dal primo documento, si apprende che, attraverso un canale, le acque dei torrenti giungevano in una corte di proprietà del monastero di S. Lorenzo dove era stata costruita la chiesa di S. Sebastiano, vicino al Faustino ed al mons Berolasi. Nel secondo atto, invece, si concedono all'abate del monastero di S. Benedetto, le acque del Faustino e della Palombara, che giungevano nell'aquario nei pressi della chiesa di S. Sebastiano. Per identificare l'ubicazione dell'antica chiesa citata in entrambi i brani bisogna individuare gli elementi che nei documenti vengono presi come punti di riferimento, primo il Faustino. Il fiume viene identificato con il torrente Rafastia che ancora oggi nasce dal monte Taborre (oggi Cernicchiara), scorre verso via Pio XI e si infila in una fognatura nei pressi dell'ospedale di via Vernieri, per correre poi fino al mare al di sotto dell'attuale via Velia. L'indicazione ci viene fornita da un passo dell'Anonimo Salernitano in merito all'abbattimento delle mura orientali per volere di Carlo Magno: ipsum murum ab orienti, qui est situs iuxta faustini rivum protinus diruamus.
Il Rafastia è l'unico fiume che scorre nei pressi dell'antico muro. Gli storici sono soliti identificare il limite della zona ad est proprio con largo Plebiscito, inoltre, il sito in esame non è molto distante da via Velia, perciò la chiesa di S. Sebastiano, citata nel documento del 994, potrebbe essere la stessa ove è stato istituito nel 1615 il Monte dei Morti. Altro riferimento citato è il mons Berolasi termine che potrebbe non identificare un monte, bensì il sito ove sorge il Berolasi, questo, secondo la testimonianza dello storico medievale Erchemperto, dovrebbe equivalere all'anfiteatro individuato dagli studiosi nel triangolo composto dalle attuali via Arce, via Vernieri e il torrente Rafastia; anch'esso quindi non lontano da largo Plebiscito. Ulteriore indicazione per ubicare la chiesa viene dal termine carvonarium, ossia la bia antiqua propinquo ribus Faustini. Nel documento del 994 si legge che sopra il carvonarium passava il canale per la raccolta della acque che confluivano nella corte dove si trovava la chiesa di San Sebastiano. In realtà la ‘'bia antiqua'’ e il ‘'carvonarium'’ dovrebbero indicare la medesima cosa della bia caba del documento del 1005 e corrispondere all'attuale via Arce. Il ‘'carvonarium'’ non è altro che il fossato realizzato a nord in sostituzione della ‘'bia antiqua'’ quando la città si estese ad oriente grazie al principe longobardo Arechi II. Il ‘'carvonarium'’ venne poi allargato e scavato per corrispondere alla bia caba, cioè incassata tra due ripe o argini. Anche questa ulteriore notizia rende plausibile l'identificazione della chiesa di S.Sebastiano con quella del Monte dei Morti.

### L'ipotesi del Battistero
Un'altra ipotesi del tutto diversa dalla precedente è stata formulata da Monsignor Arturo Carucci in seguito ad alcuni lavori effettuati nella chiesa che hanno permesso l'indagine approfondita dell'edificio. Secondo il prelato, la chiesa avrebbe le fattezze di un Battistero paleocristiano.

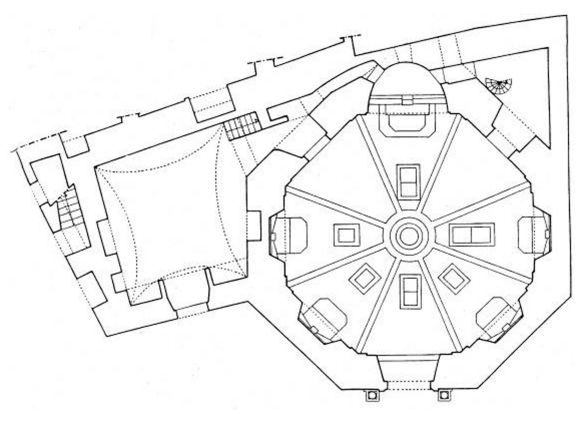
La pianta del Monte dei Morti

Dopo l'avvento di Cristo i neofiti venivano battezzati, per immersione, in una vasca posta al centro di un edificio, alla quale si accedeva tramite sette gradini e delimitata da un basso parapetto. L'acqua affluiva nella vasca mediante condutture, oppure, portata dall'esterno con dei secchi, dopo la cerimonia veniva aperta una valvola che permetteva il deflusso delle acque. I Battisteri si presentano generalmente con una pianta ottagona, poiché il numero otto è il simbolo della Resurrezione. L'ecclesiastico formula la sua tesi ispirato dalla particolarità della pianta, evidenziandone l'analogia con i Battisteri del IV-V secolo. L'invaso presenta sul lato orientale una piccola abside, in cui è accolto l'altare maggiore, inquadrata da due porte. Una conduce in sacrestia, l'altra in un ambiente di servizio confinante con via Bastioni. Questi due ambienti sono collegati tra loro tramite un corridoio che attraversa l'abside e immette al retro dell'altare. Il Gabar, storico cui fa riferimento Monsignor Carucci, propone come modello di questi edifici il santuario siriaco del Gianicolo a Roma, destinato al culto di Baal, datato al IV secolo. Ciò che più di tutto desta stupore è la presenza di un'apertura semicircolare nella parte bassa dell'abside, che si ritrova identica nel Battistero di Sala Consilina datato al V secolo. In questo edificio l'apertura veniva utilizzata per il deflusso delle acque.
Un ulteriore elemento che potrebbe confermare la tesi di Carucci è la presenza, sotto il pavimento, di un ambiente che si arresta a pochi metri dal perimetro dell'edificio con una profondità di circa due metri al quale si accede tramite una scala con sette gradini. Il vano, con l'istituzione del Monte dei Morti, fu adibito a sepoltura. Altri elementi sono stati ritrovati nella parte destra del corridoio, il quale presenta tracce di condutture che si dirigono verso il centro della chiesa. Da tale ambiente si evince la presenza sulla parete sud-est di un antico scorrimento di acque. Secondo Carucci, i neofiti, dopo il battesimo, si asciugavano e si rivestivano nell'attuale sagrestia, poi percorrevano il corridoio per giungere nell'abside, qui ricevevano dal vescovo la Cresima e continuavano nel corridoio per giungere nella sala a sud, da dove si dirigevano verso la più vicina chiesa per ricevere la Comunione.

### XVI-XVII secolo
Notizie certe riguardanti la chiesa si hanno dal 1530, anno in cui la struttura venne edificata, o ristrutturata, come voto della cittadinanza scampata alla peste che negli anni precedenti aveva decimato la popolazione. In seguito agli avvenimenti di questi anni, l'Università salernitana decise di erigere una cappella in onore dei S.S. Martiri Sebastiano, Cosma e Damiano. L'appalto dei lavori si evince, invece, dall'atto notarile del notaio Bernardo Del Giudice, rogato in data 28 marzo 1530, stipulato tra Antonio Solimele, rappresentante dell'Università salernitana e Guglielmo Casentino del casale di Giovi, incaricato di eseguire i lavori di costruzione.

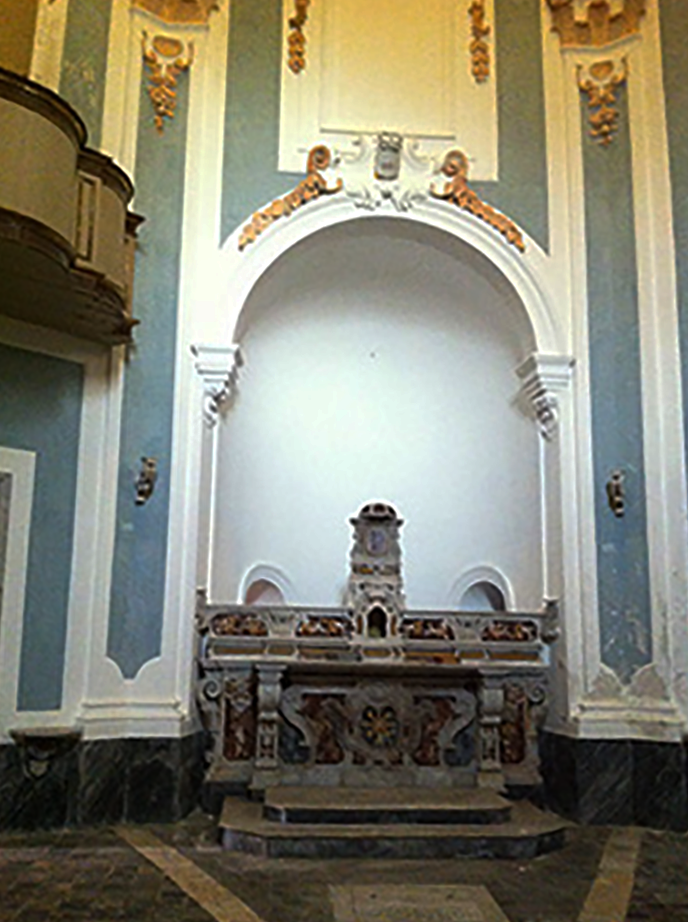
L'altare centrale

Nell'atto si menziona il nome dell'architetto, Antonio de Ogliara, di cui non si conoscono altre notizie, lo stesso vuoto riguarda anche il progetto originario della chiesa, che secondo il documento «se conserva appresso de dicto magnifico Antonio». Di quell'edificio non rimane oggi che l'impianto planimetrico e la cornice che inquadra il portale d'ingresso. La chiesa si presenta con una pianta ottagonale, l'abside rivolta ad oriente, inquadrata da due porte che conducono in due ambienti distinti. Volendo azzardare un'ipotesi i due ambienti laterali potrebbero essere stati costruiti nel Seicento, con il passaggio dell'edificio a Monte dei Morti. La struttura avrebbe dovuto presentare una finestra sugli assi ortogonali, così da mostrarsi come un puro volume, sia all'esterno che all'interno, ed esaltare, con l'equilibrio della luce, la centralità dell'impianto, in perfetta aderenza con i canoni rinascimentali. Nel 1615 presso la chiesa di S. Sebastiano, fu costituito il Monte dei Morti, come si apprende dal documento contenente i capitoli di istituzione del Monte, datati 2 ottobre 1615 e rivolti all'arcivescovo Lucio Sanseverino. «Capitoli coi quali si doverà governare il Monte dei Morti, da erigersi con grazia dello Spirito Santo dentro la chiesa di S.to Sebastiano appresso porta Rotese» nel documento vengono citati i nomi dei fondatori del monte, essi sono: Horatius Longobardus Nucerinus e Matteus Cavaselice.
Orazio Longobardo, nobile nocerino, segretario della Real Udienza delle Province di Principato Citra e Basilicata è il promotore dell'istituzione. Nel documento redatto dall'Università salernitana ove si concede la chiesa di S. Sebastiano come sede del Monte, si legge che per volontà del nobile nocerino messe in suffragio delle anime dei morti venivano già celebrate presso un altare della Cattedrale deputato a tale scopo. Successivamente, in seguito al sostegno di alcuni patrizi, Longobardo riuscì ad istituire il pio Monte, nato «per beneficio delle anime del Purgatorio, per celebrare i riti e perciò si consente di ricevere elemosine» e che esso era retto «da tre governatori, sei rettori, un prete del Capitolo di S. Matteo et due altri» di cui uno patrizio, scelto a rotazione, fra i tre seggi cittadini. I governatori del monte erano tenuti ogni anno, il 20 gennaio, giorno della festività di S. Sebastiano a donare sette candele di cera bianca ai sei eletti ed al sindaco, più un'altra al cancelliere. Tutti i lavori di riparazione della chiesa dovevano essere effettuati a spese del monte. Con l'insediamento dell'istituzione la chiesa subì alcuni lavori e l'edificio fu trasformato secondo il gusto dell'epoca. Il 27 febbraio 1617 fu stipulata una convenzione, redatta dal notaio Gio Pandolfo di Salerno, fra il Monte dei Morti ed il Regio esercito per la sepoltura di capitani e soldati del Principato Citra; le parti furono rappresentate da: «Gennaro Mauro canonico e cardinale della chiesa di S. Matteo di Salerno e i tenenti della compagnia della Regia Udienza di Salerno e Principato Citra», l'accordo prevedeva la costruzione di «un altare con l'immagine di S. Giacomo ed una sepoltura nella chiesa di S. Sebastiano, dove è eretto il Monte dei Morti, dove gli amministratori di detta chiesa dovessero far seppellire il capitano ed i soldati senza salario e mercede alcuna per se stessi ed i propri successori, pagando ogni anno dodici carlini mese per mese per ognuno». Sempre nello stesso anno, nel mese di giugno, fu stipulato un altro atto nel quale si chiedeva al Monte «oltre a costruire detta cappella di S. Giacomo, un'altra cappella con la cona di S. Francesco d'Assisi senza pagare altro che dodici carlini per ciascuno».
Rifacimenti seicenteschi sono sicuramente il pavimento e le lapidi conservate in chiesa. Il pavimento, composto da marmo e maioliche, ripete lo schema planimetrico della cupola, con la divisione in otto spicchi, raccordati al centro da una rosa in commesso marmoreo in corrispondenza della lanterna. La rosa è circondata da un anello di marmo bianco che presenta al suo interno elementi di cotto romboidali. Sempre di marmo bianco sono i "fascioni" che dividono il pavimento composto da piastrelle di cotto scuro, in otto sezioni. Nel pavimento sono poi inserite le lapidi funerarie di Orazio Longobardo e Ivan Cutierez de Sama, capitano del regio esercito.

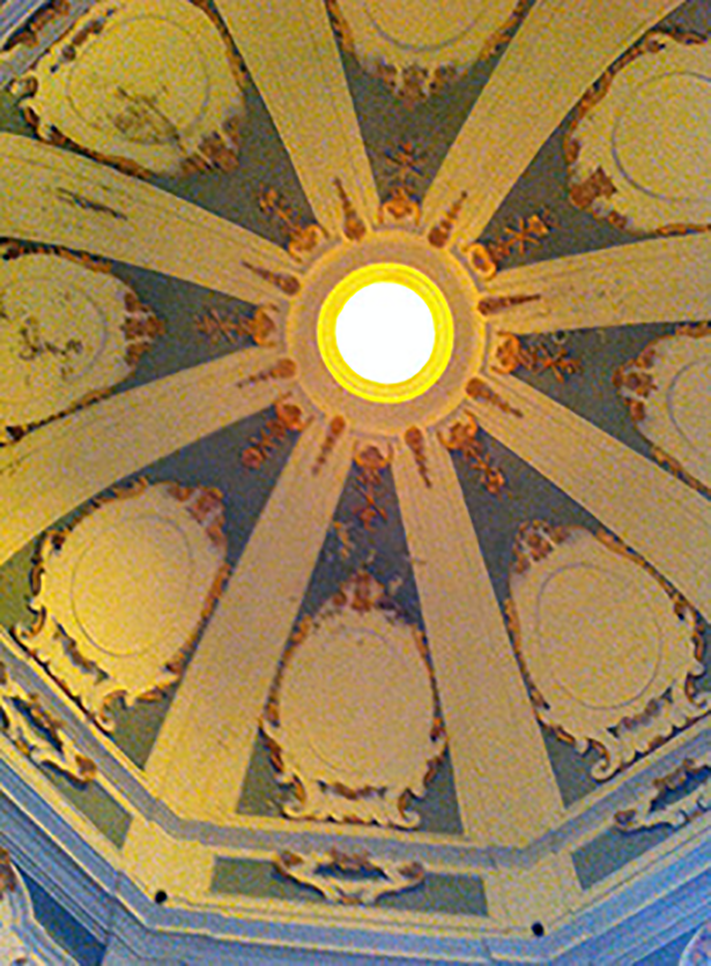
La volta

Oggi, in sostituzione delle originali, cementate sulle pareti della sagrestia, sono state inserite alcune lastre commemorative. Il sepolcro di Longobardo si presenta diviso in un doppio registro, inscritto da una cornice con motivi floreali e teschi. Nel registro superiore è presente lo stemma della famiglia Longobardo sormontato da un elmo piumato, mentre la parte inferiore accoglie l'iscrizione dedicatoria. Quello di Cutierez presenta lo stesso impianto, anch'esso diviso in due registri con una cornice a motivi funebri. La parte superiore accoglie un elmo piumato ed uno stemma privo di decorazione, mentre la parte bassa contiene l'iscrizione. Coeve sono altre due lastre recanti iscrizioni, la prima si trova in controfacciata e riprende parte del testo della lastra funebre di Orazio Longobardo, esaltandone la pietà e l'importante ruolo svolto nell'istituzione, la seconda, datata 1623, è posta sulla porta alla destra dell'abside e contiene la proroga di cinque anni concessa dal Papa Gregorio XV, secondo cui la celebrazione di alcune messe, in alcuni giorni dell'anno, permetterebbe alle anime dei defunti di «guadagnare l'indulgenza, in modo da liberarsi dalle pene del Purgatorio per i meriti suffraganti del nostro Signore Gesù Cristo, della Beatissima Vergine Maria e di tutti i Santi» riconfermando il privilegio già elargito da Papa Paolo V.
La lapide è circondata da quattro stemmi, i due a sinistra sono rispettivamente: in alto, di Papa Gregorio XV, ed in basso, del Cardinale Lucio Sanseverino, i due del lato destro sono ignoti. Un altro stemma è presente sopra l'arco che incornicia l'altare maggiore, esso rappresenta lo stemma Della città di Salerno, ed è stato sistemato lì per volere della municipalità in seguito alla concessione, del 1615, «con l'obbligazione che in detta chiesa resti il titolo di detto Santo e nell'altare maggiore si ponga l'arme della città». In seguito ai danni causati all'edificio dal terremoto del 1688, ed alle già pessime condizioni della cupola «coperta di riggiole all'uso antico che aveva caggionato nella parte di dentro grandissima umidità [...] risolsero quella coprirla dalla parte di fuora di piombo» si decise di eseguire dei lavori nella parte interna per eliminare l'intonaco preesistente ed eseguire nuove decorazioni in stucco.
Confrontando il disegno allegato nell'atto notarile e la volta della chiesa è possibile riscontrare una corrispondenza nei costoloni leggermente in risalto e nella rosa sotto il cupolino, ma oggi si possono ammirare anche le cornici ovali all'attaccatura del tamburo e dei drappi intrecciati a teschi ed ossa. Ciò potrebbe essere giustificato con lavori successivi, oppure con un'incompletezza delle fonti d'archivio. La presenza di teschi e scheletri nella decorazione fa supporre l'opera di un artista di estrazione fanzaghiana, il quale si sarebbe dedicato anche alla decorazione del portale. Il portale d'ingresso è composto da un timpano curvilineo spezzato, sorretto da colonne corinzie poggianti su un basamento decorato con i simboli della morte, quali la clessidra e le ossa. Al centro del timpano doveva essere posizionato un dipinto raffigurante la Vergine con il Bambino, oggi sostituito da un pannello in maiolica raffigurante S. Bernardino. Ai due lati delle colonne, due bassorilievi marmorei raffiguranti scheletri, su quello posizionato a destra è incisa sulla falce l'iscrizione: M. PAV. ANT. VI. CONTE SANCTO SEVERINO. In realtà, data l'iscrizione, si potrebbe ipotizzare che i rilievi degli scheletri siano stati posizionati durante gli anni di esercizio dell'Arcivescovo Lucio Sanseverino, in carica dal 1612 al 1624. In alto alle due estremità del timpano sono poste due sfere di pietra scura che in origine dovevano essere di marmo nero di Belgio. In seguito ai bombardamenti del secondo conflitto mondiale una si sgretolò e l'altra andò perduta. La Confraternita di S. Bernardino, insediatasi nella chiesa nel 1950 fece reintegrare tale sfera con un troncone di colonna e la fece posizionare in sagrestia.

### XVIII-XIX secolo

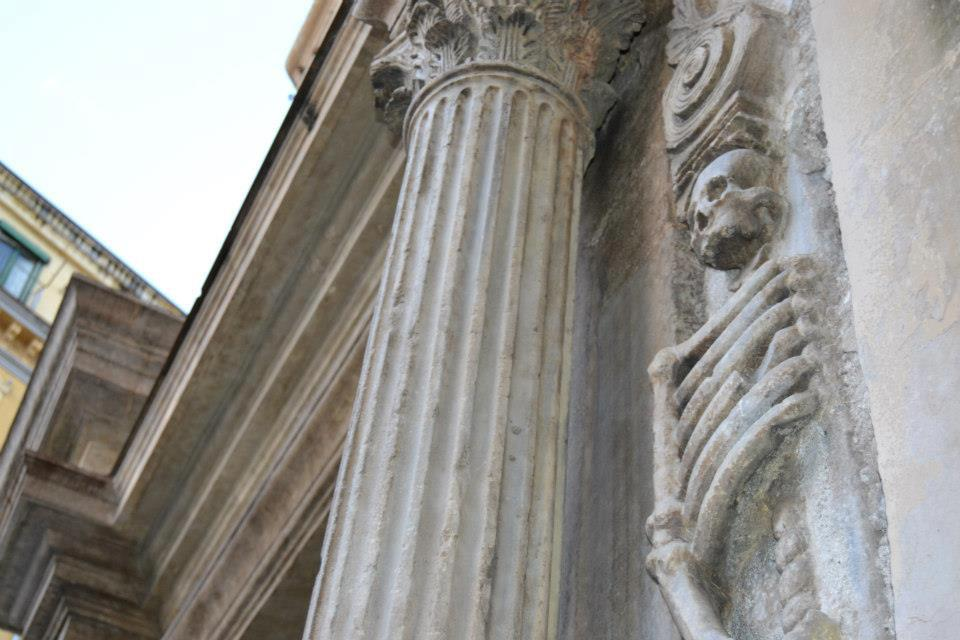
Particolare dell'ingresso della chiesa

Da una visita pastorale dell'Arcivescovo Vilana Perlas datata 1725 è possibile identificare gli arredi e le decorazioni presenti in chiesa a quell'epoca. Il documento menziona la presenza sull'altare maggiore di una statua lignea raffigurante San Sebastiano contenuta entro una teca di vetro; l'atto prosegue con la descrizione dei quattro altari minori dedicati rispettivamente a S. Domenico, S. Francesco d'Assisi, S. Giacomo ed alla Madonna delle Grazie. Pochi, invece, furono i lavori che interessarono l'edificio. Di questo periodo sono una lastra tombale per la commemorazione dei sacerdoti defunti, seppelliti in chiesa, in origine posizionata ai piedi del primo altare a destra; oggi in sagrestia. Essa presenta una decorazione divisa in due registri inquadrata da una cornice con motivi funebri. Nel primo registro è presente un teschio poggiante su un libro, nel secondo vi è l'incisione dedicatoria. Sempre in sagrestia è stata cementata una lastra appartenuta ad un lavamano per le abluzioni sacre, che reca incisa una dedica alla Vergine e la data 1747. Coevo e di pregevole fattura è l'altare maggiore, in commesso marmoreo, che presenta al centro del paliotto, una croce raggiata in un medaglione e una mensa sostenuta da due mensole, poggianti su ampie volute; su queste sono raffigurati due teschi con ossa incrociate. Singolare è sicuramente il baldacchino che sormonta il tabernacolo, terminante con una cupola ad ombrello. Sul retro dell'altare vi è un'iscrizione che ricorda la donazione del pavimento della sala dove originariamente si riuniva la Congrega di San Bernardino presso dall'atrio del Duomo, fatta da Pasquale Capone nel 1881. Tale pavimento oggi è posizionato nel corridoio dietro l'altare.

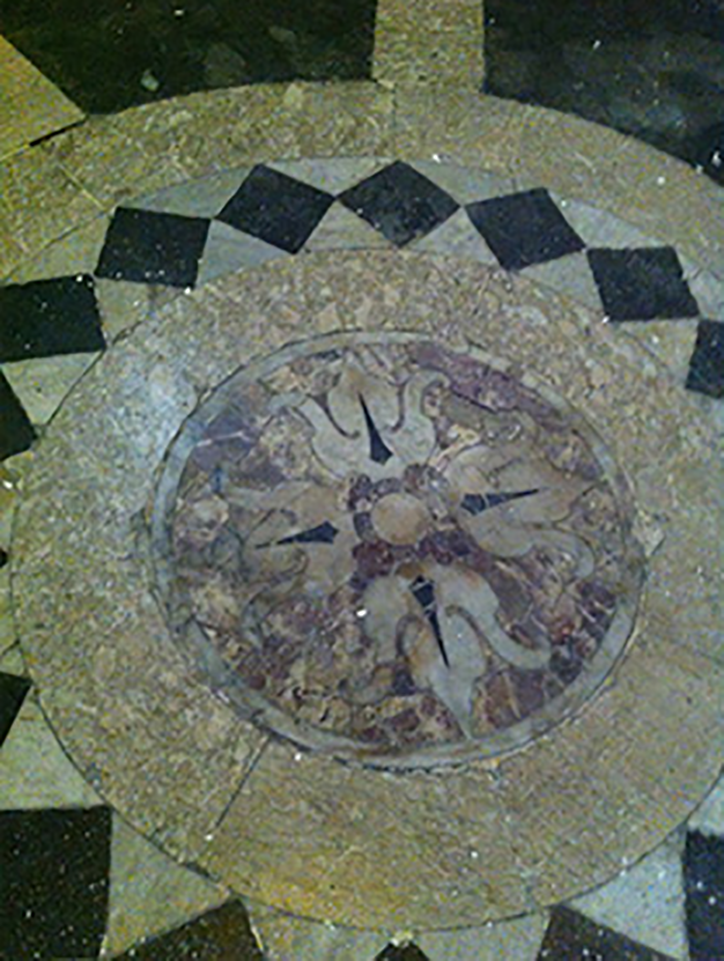
Il rosone centrale della pavimentazione

I quattro altari minori, anch'essi in commesso marmoreo sono incassati nelle nicchie del muro perimetrale, riprendendo il linguaggio utilizzato dal Fanzago e ispirato dai dettami controriformistici del Cardinale Borromeo, secondo cui gli altari minori devono essere visibili sin dall'ingresso. Settecenteschi sono anche i dipinti che, originariamente, fungevano da pala e dei quali oggi abbiamo notizia attraverso le schede di catalogazione della Soprintendenza. Ignote sono la data di esecuzione e l'autore del “S. Domenico” che in origine doveva essere posto sul secondo altare a destra, al dipinto è stata tagliata la parte superiore, gli angeli ai lati del Santo compaio no acefali, forse per adeguarlo alle dimensioni della cornice in stucco presente sull'altare. Ignote sono anche le notizie del “S. Francesco d'Assisi”, decurtato in basso ed in alto, posizionato sul primo altare a destra, poche notizie si hanno anche per “S. Giacomo Apostolo” posizionato sul primo altare a sinistra ed anch'esso tagliato. Il verbale di insediamento della congrega di S. Bernardino, datato 30 aprile 1950, conferma che le pale degli altari erano quattro e non tre, come citato nel testo della soprintendenza. Del quarto dipinto, identificato attraverso la sacra visita con la “Madonna delle Grazie”, non è stata redatta alcuna scheda di catalogazione. In seguito alle ricerche effettuate è stato possibile identificare un altro dipinto utilizzato in tempi recenti come pala del quarto altare esso è una “Madonna con Bambino e anime purganti” conservata presso la Curia arcivescovile di Salerno. L'apparato decorativo includeva, inoltre, un dipinto raffigurante l'“Ultima Cena”, originariamente posizionata in sagrestia, la tela datata 1759, è firmata Nicola Luciano; e una tela raffigurante la “Purificazione”, proveniente dall'omonima Congrega, che si unì con decreto canonico del 1924 a quella di San Bernardino, trasferendovi tutti i suoi beni.
In seguito al terremoto del 2 dicembre 1857 la chiesa subì notevoli danni rendendo necessari i lavori di restauro. L'anno successivo l'Arcivescovo Antonio Salomone notificava al consiglio generale degli ospizi del Principato Citra i danni subiti dalla cupola del Monte dei Morti. Nella cupola «lesionata e di fresco riattata» si erano riaperte vecchie lesioni, al punto da considerare la chiesa inagibile e da indurre lo spostamento delle celebrazioni, compresa quella per la festività di S. Sebastiano, nella vicina chiesa di S. Domenico. Il consiglio approvò i lavori di restauro e designò come esecutore l'architetto Paolo D'Ursi, il cui progetto prevedeva una spesa di seicento ducati. Presso l'Archivio storico del comune di Salerno è conservato un documento autografo di Vittorio Emanuele II, datato 1863, il quale autorizza il comune di Salerno ad espropriare un edificio di proprietà del Monte sito in aderenza dell'antica porta Rotese, così da permettere la demolizione della porta e l'allargamento della strada. Dalla ricerca archivistica effettuata non è stato possibile reperire alcun documento che testimoni episodi rilevanti nella vita della chiesa del Monte dei Morti, dal 1864 alla metà del '900.

### XX secolo
Nel 1950 la chiesa fu concessa da monsignor Demetrio Moscato alla confraternita di S. Bernardino, con verbale del 30 aprile 1950, come sede delle loro riunioni. Nel verbale sono annotate le condizioni della chiesa al momento della presa di possesso. In esso si legge che la chiesa presentava il pavimento con le relative lapidi in pessime condizioni, così come tutte le porte presenti nella struttura, mancavano, inoltre, tutti i vetri, sia quelli della lanterna che quelli delle finestre, erano presenti anche delle infiltrazioni dovute alla rottura della fognatura del fabbricato adiacente. Gli altari erano in buono stato, cosa che non poteva dirsi per il pulpito ligneo e per l'organo. In seguito al maltempo di quell'anno, l'Ufficio tecnico della commissione diocesana di arte sacra di Salerno inserì la chiesa nel I gruppo di edifici che sfruttarono l'articolo h della legge n°9 del 10 gennaio 1952, secondo la quale lo Stato avrebbe stanziato il 50% della spesa riconosciuta per le riparazioni degli edifici sacri. Le spese ammontarono a 756.000 £, nel computo metrico sono specificati tutti i materiali necessari per gli interventi da eseguire, il documento contiene anche il rilievo dell'edificio, nel quale l'abside si presenta di forma rettangolare.

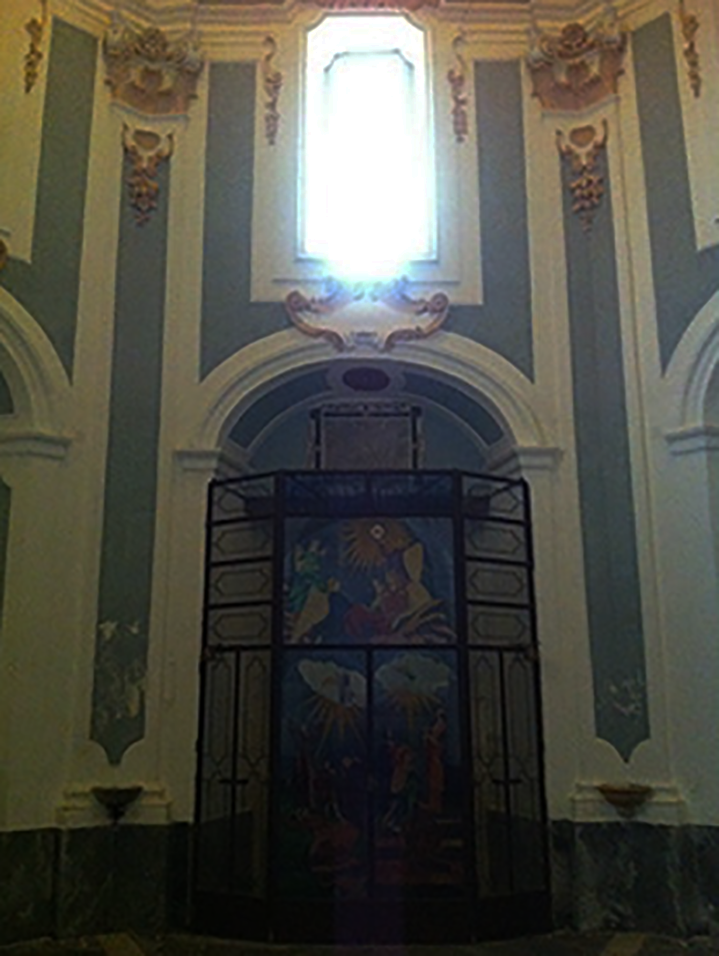
Il cancello interno aggiunto a metà del Novecento

Ancora una volta la cupola mostrava problemi di umidità. Per questo fu rivestita dall'estradosso con un doppio strato di asfalto misto a brecciolino per uno spessore di 16 mm. Le pareti furono consolidate, rivestite con intonaco e tinteggiate. Gli infissi furono sostituiti ed il portale fu restaurato con varie mani di olio di lino cotto. All'interno dell'edificio, oltre alla ritinteggiatura delle pareti, fu rinforzato il solaio del pulpito con travi a doppio T di 16 mm e fu sostituito il solaio ligneo del vano triangolare con uno in cemento armato. Nel 1970 la Confraternita di S. Bernardino si interessò d eseguire altri lavori di restauro alla struttura. Fu demolita la parete orientale ove era addossato l'altare maggiore e fu riportata alla luce l'abside semicircolare murata con materiale di risulta, furono riaperte le arcate di ingresso dei corridoi che collegano questa con gli ambienti laterali di servizio, ma quando i corridoi siano stati chiusi e perché, resta un mistero. Entrambi i corridoi ed il retro dell'abside sono piastrellati con il pavimento in maiolica commissionato per la sala nel quadriportico del Duomo, antico luogo di riunione della confraternita. Si passò poi alla canalizzazione degli scoli dell'acqua dietro la chiesa, allo svuotamento ed alla pulizia del materiale contenuto nei sepolcreti ed alla loro ricomposizione nello stesso ossario, furono trasferite le tre lapidi commemorative inserite nel pavimento in sagrestia, furono eseguiti dei rafforzamenti nelle porte, rivestendo la principale con pannelli di metallo decorati in ottone, e inserendo poi una porta interna formata da una struttura in ferro munita di vetri decorati. Si posizionò avanti alla porta della sagrestia un cancello. All'esterno il quadro della Madonna con Bambino fu sostituito con un'effigie di San Bernardino su piastrelle, ripresa da un dipinto raffigurante lo stesso soggetto eseguito da Giuseppe Avallone nel 1923.
In seguito al sisma del 1980 la chiesa venne considerata inagibile, anche se i fedeli continuarono a frequentarla fino al 1986; fu poi totalmente abbandonata a se stessa e soggetta ad un ulteriore degrado causato dal peso dell'edificio costruito a fine Ottocento sopra la sagrestia. Questa costruzione fino al 1943 si presentava con soli due piani ai quali furono successivamente aggiunti un terzo ed un sottotetto. Ampiamente danneggiato anch'esso dal terremoto dell'80, fu abbandonato per molti anni, per poi essere riadibito a civile abitazione e nel 1997. Si decisero pertanto dei lavori di ristrutturazione affidati all'architetto M. Giudice e all'ingegnere G. L. La Rocchia ed eseguiti dalla ditta Sola di Siano. Anche la chiesa nelle sue parti confinanti con l'edificio fu interessata dai lavori, oltre ad essere utilizzata come deposito dei materiali. Venne perciò rinforzato il solaio della sagrestia, vennero praticati fori nelle pareti appartenenti ad entrambi gli edifici del diametro di 36 mm, in cui sono stati inseriti tondini di acciaio ad aderenza migliorata di 10 mm e sono poi state eseguite iniezioni di miscela a base di cemento.

### Tempi recenti
È stata riaperta al pubblico solo nel 2011, dopo i restauri, ma in seguito è stata nuovamente chiusa.
È stata nuovamente aperta al pubblico da dicembre 2018.